# ピンクハウス
ピンクハウス (PINK HOUSE) は、ファッションデザイナーの金子功が設立したDCブランド。東京都目黒区青葉台に本社を置くアパレルメーカー、株式会社メルローズが運営する。
なおメルローズは、ファッションデザイナーの菊池武夫と稲葉賀恵らが設立した株式会社ビギ (BIGI) のニット・カットソー部門が独立した会社である。ピンクハウス、メルローズともにビギグループに属する。

## 沿革
- 1973年、ファッションデザイナーの金子功が「ピンクハウス」を設立。
- 1980年、ビギ (BIGI) グループに編入。
- 1982年、株式会社ピンクハウスに組織変更。
- 1990年9月15日、ピンクハウスワールド渋谷店が渋谷パルコPart2に開店。
- 1994年1月、創業者である金子が退社し独立。
- 1995年9月2日、ピンクハウスワールド代官山と統合。土地を借り上げて建物を建設し、新ピンクハウスワールド渋谷店を開店。
- 1997年秋、ピンクハウスワールド渋谷店を新店舗（東京都渋谷区宇田川町34-1※2001/04・2002/04カタログの店舗リストにて確認）へ移転。
- 同1997年、ピンクハウス会社設立15周年とリカちゃん誕生30周年を記念したコラボレーション商品「ピンクハウスリカちゃん」発売。
- 2001年夏、ライセンス提供を受けているブルーミング中西が、ピンクハウスブランドで扇子を発売。
- 2002年5月31日、ピンクハウスワールド渋谷店が閉店。
- 2004年11月、ピンクハウスとジェディックスが合併。
- 2010年、ハローキティとコラボレーション。
- 2011年3月、ビギグループの株式会社メルローズがジェディックスを合併。
- 2011年8月25日、宝島社ブランドムックシリーズより雑誌ピンクハウスシリーズ・手帳を発売。
- 2015年1月、ももいろクローバーZとコラボレーション。
- 2016年9月、ラフォーレ原宿のセレクトショップでピンクハウス商品の取り扱いを開始[4]。これにより、約20年ぶりにピンクハウスがラフォーレ原宿に復活した[4]。
- 2019年10月1日、日本ロリータ協会会長の青木美沙子、ERINKOとコラボを開始[5]。商品展開やインスタグラムを使用したライブ配信を行っている。

## ブランド
メインブランドのPINK HOUSE（ピンクハウス）、大人の女性向けのINGEBORG（インゲボルグ）、メンズブランドのKarl Helmut（カールヘルム）の3本柱で長年展開してきたが、2017年からはカジュアルブランドのp.h.Blue（ペーハーブルー）が加わった。
- PINK HOUSEはフェミニンさを前面に出し、リボン・ピンタック・ピコフリル・レースを贅沢に使用し、重ね着によりボリュームのあるコーディネートができることが最大の特徴。
- 家族で着られるように、紳士ブランドとしてKarl Helmut、淑女のためのINGEBORG、子供服としてBABY PINK HOUSE（ライセンス提供）、家具・食器（販売終了）などで構成された。
- NATURE TRAIL（ネイチャートレイル）という名称でワンポイントやアクセントだけのシンプルな路線で男性用・女性用・子ども用を展開していた。（展開時期不明・ブランドとしては終了）
- 2017年8月11日からは、カジュアルブランドとしてp.h.Blueが加わった。ブランドコンセプトは ”So Simple, So Natural” 。首都圏を中心に全国の百貨店で取り扱いを開始した。

### 終了した事業
- ピンクハウスワールド渋谷店 - 土地賃貸契約の終了に伴い閉店。
- PINK HOUSE CAFE - ピンクハウスワールド渋谷店・池袋サンシャイン店。
- 家具・食器 - PINK HOUSEの世界観に合わせた食器やインテリア（パイン材を使った椅子やテーブル、ベッド、姿見など）。
- ウェディングドレス（セミオーダー、フルオーダー）
- BABY PINK HOUSE - ライセンス事業として子供服販売会社に提供していた。ライセンス契約は切れてブランド消滅した模様。
- powder - ファッションデザイナーの下迫秀樹が立ち上げたレディースブランド。1993年にピンクハウスから独立した。2005年にブランドを解散し販売終了。

### ライセンスメーカー
- 小原株式会社 - ライセンス契約は終了しており、2016年現在公式サイトからは消滅している。
- 株式会社成願 - 主にタオルとマットの製造を行い、量販店タオルコーナーで販売していた。ライセンスは終了。終了時期は不明。
- ブルーミング中西株式会社 - 2016年にライセンス契約が終了したとの情報あり。実際にブルーミング中西の公式サイトからも消滅を確認。
- 株式会社荻原 - 2002年頃にライセンスパジャマの製造販売をしていた。フェイスブックには2018年頃までの投稿があるが2021年1月現在、投稿が止まっておりリンクも全て切れている。主に百貨店販売が中心だった。
- 宝島社[9] - ブランドムックシリーズを発行し、付録にダイアリーやバッグなどがある。

## 愛用者

### 芸能人
- 森尾由美 - フジテレビ系『はやく起きた朝は…』、TBS系『はなまるマーケット』などで多く着用。衣装提供も行われている。
- 宮川花子
- 黒柳徹子
- 道重さゆみ - 2020年秋の宝島社「ショルダーバッグブック」にてモデルとして着用。ねとらぼなどのニュース記事に取り上げられた[10]。

### 漫画家
・青木光恵 - 「きせかえごっこ」（集英社 - YOUNG YOUコミックス：1997年出版）にて自身が実際に着ていた執筆が収録されている。
・きみおたまこ - 本人発行の同人誌に愛用をしている内容が収録されている他、コミックマーケット他同人誌即売会へのサークル参加において着ている姿を見ることが出来た。

### ファンコミュニティ
1980年代には、黎明期のパソコン通信やコミックマーケットでユーザーコミュニティが発生しファンを輩出した。パソコン通信では、主にNIFTY-ServeのFCOMICにてピンクハウス談義があった。コミックマーケットではピンクハウスユーザーが集まったほか、サークルが集まりファンによる同人誌などが発行された。特に晴海国際見本市会場で開催されていた時期は、コミケカタログの「まんレポ」による投稿により確認が出来た。2016年時点でも4サークルが生き残っている。また、ピンクハウスオンリー同人誌即売会やお茶会が何度か開催された。